# Lacrosse (Satellit)

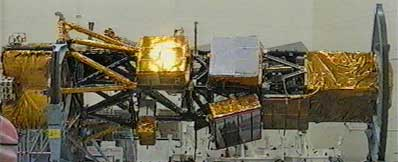
Lacrosse-Satellit im Bau

Lacrosse (auch Onyx) ist die Bezeichnung für eine Serie militärischer Aufklärungssatelliten des National Reconnaissance Office (NRO) der USA. Die Satelliten verfügen über Synthetic Aperture Radar (SAR), ähnlich dem auf der zivilen Raumsonde Magellan eingesetzten System, um unabhängig von Tageszeit oder Bewölkung Aufnahmen zu gewinnen. Die Auflösung dieses SAR-Radars liegt bei 50 cm. Hersteller der Lacrosse-Onyx-Satelliten ist die US-Firma Lockheed Martin Astronautics in Colorado.

## Startliste
Bis heute wurden fünf Satelliten gestartet, von denen sich nur noch Lacrosse 5 im Orbit befindet:
| Name                 | USA-Bezeichnung | Start                  | Trägerrakete           | Startplatz   | Bahnhöhe                     | Bahnneigung | Bemerkungen |
| -------------------- | --------------- | ---------------------- | ---------------------- | ------------ | ---------------------------- | ----------- | --- |
| Lacrosse 1           | USA 34          | 2. Dezember 1988       | Space Shuttle (STS-27) | KSC, LC-39B  | 437–447 km                   | 57,0°       | Wiedereintritt in die Erdatmosphäre im März 1997. |
| Lacrosse 2           | USA 69          | 8. März 1991           | Titan IVA              | VAFB, SLC-4E | 640–645 km                   | 68,0°       | Bahnhöhe der Raketenoberstufe war 420–662 km. |
| Lacrosse 3 (NROL-3)  | USA 133         | 24. Oktober 1997       | Titan IVA              | VAFB, SLC-4E | 650–660 km                   | 57,0°       | Umlaufzeit 98,53 min; Ersatzsatellit für Lacrosse 1 |
| Lacrosse 4 (NROL-11) | USA 152         | 17. August 2000, 23:45 | Titan IVB              | VAFB, SLC-4E | 675–680 km (bzw. 689–695 km) | 68,0°       | Masse vermutlich 16 Tonnen; Moonwatch-Amateurbeobachter meldeten zwei kleine Bahnmanöver der zweiten Raketenstufe von ursprünglich 572–675 km und 68,0° Bahnneigung auf 681–695 km und 68,1° am 23. August 2000. |
| Lacrosse 5 (NROL-16) | USA 182         | 30. April 2005, 00:50  | Titan IVB              | CC, SLC-40   | 710–720 km                   | 57,0°       | Bahnhöhe der Raketen-Oberstufe war 481–705 km. |

Die zwei Satelliten mit 68° Inklination hatten aufgrund ihrer Flughöhe von 640 bzw. 680 km freie Sicht bis zu den Erdpolen.